# Stade Osman Ahmed Osman
L'Arab Contractors Stadium (en arabe : ملعب المقاولين العرب) ou encore le stade Osman Ahmed Osman est un stade de football égyptien situé dans la ville du Caire.
Il est surtout connu pour servir de stade aux équipes de football égyptiennes d'Al Moqaouloun al-Arab, d'Itesalat et enfin d'Ittihad Al Shorta.
Sa capacité est d'environ 35 000 spectateurs.